# مسجد الحاج رضا
مسجد الحاج رضا هو مسجد تاريخي يعود إلى عصر القاجاريون، ويقع في أصفهان.